# 科尔萨斯贝格
科尔萨斯贝格是奥地利蒂罗尔州因斯布鲁克兰县的一个市镇。总面积35.37平方公里，总人口742人，人口密度21.0人/平方公里（2011年）。